# Loxoniinae
Loxoniinae, podtribus Gesnerijevki dio tribusa Epithemateae. Sastoji se od tri roda sa 11 vrsta iz tropske Azije i Kine. Tipičan rod je Loxonia iz zapadne Malezije.

## Rodovi
1. Loxonia Jack (2 spp.)
2. Stauranthera Benth. (8 spp.)
3. Gyrogyne W. T. Wang (1 sp.)